# Europameisterschaften 1908
Als Europameisterschaft 1908 oder EM 1908 bezeichnet man folgende Europameisterschaften, die im Jahr 1908 stattfanden:
- Eiskunstlauf-Europameisterschaft 1908
- Ruder-Europameisterschaften 1908